# Pernús
Pernús es una parroquia del concejo asturiano de Colunga. Sus 5,32 km² de extensión se concentran en la ladera centro-occidental del concejo, en la margen derecha del río Llovones, que le sirve de frontera septentrional. Tiene una población de 97 habitantes (INE, 2014) repartidos entre los lugares de Beldredo, El Conyedo, Pernús y Villascusa.